# Hieracium isatifolium
Hieracium isatifolium es una especie de planta con flor del género Hieracium, de la familia Asteraceae, orden Asterales.

## Distribución
Hieracium isatifolium se distribuye por Austria, Francia y Suiza.

## Taxonomía
Fue descrita científicamente por Arv.-Touv.
Tratamiento taxonómico
La especie aparece registrada y publicada en Monogr. Pilosella & Hieracium.